# The Son's Veto
The Son's Veto is een kort verhaal van de Engelse schrijver Thomas Hardy. Het verscheen voor het eerst in The Illustrated London News in december 1891. Vervolgens werd het opgenomen in de verhalenbundel Life's Little Ironies, die in 1894 werd gepubliceerd.
Een overheersend thema in deze vertelling is een huwelijk tussen personen van verschillende sociale klassen, vaak gepaard gaand met een zeer verschillende culturele achtergrond en bijbehorend taalgebruik. In het 19e-eeuwse victoriaanse Engeland waren de verschillen in de Britse klassenmaatschappij, zoals begrijpelijk, nog aanzienlijk groter dan in de huidige, en een dergelijke vermenging van klassen kon ingrijpende gevolgen hebben. Een bijkomend thema in dit verhaal is het aanzienlijke verschil tussen het leven in een dorp op het platteland en dat in de grote stad.
De hoofdpersoon, Sophy, is afkomstig uit het landelijke dorp Gaymead, in Hardy's fictieve graafschap Wessex het equivalent van Shinfield, gelegen nabij Aldbrickham (Reading). Hier is zij in dienst bij de plaatselijke geestelijke, Mr. Twycott.

## Het verhaal
De vertelling opent met een haast filmische close-up van het uiterst kunstig opgemaakte haar van de hoofdpersoon, dat veel stille bewondering wekt onder de toeschouwers. Sophy bezoekt met haar dan twaalfjarige zoon Randolph een klein charitatief concert in een parkje in Londen. Na afloop rijdt hij zijn licht-invalide want slecht ter beende zijnde moeder naar huis. Tijdens hun gesprek wijst de jongen haar geïrriteerd op een taalfout die zij maakt ('have' in plaats van 'has') waarmee de onderlinge situatie op scherp komt te staan.
Een flashback maakt de situatie vervolgens duidelijk. Sophy heeft een betrekking in het huishouden van de plaatselijke dominee. Zij wordt het hof gemaakt door de eenvoudige tuinman Sam, die zij nog op enige afstand houdt. Als de vrouw van de dominee overlijdt komt deze op het idee dat hij Sophy in zijn huishouden niet kan missen. Als de dominee enige tijd onwel is verzorgt Sophy hem, tot zij op een dag van de trap valt en zich ernstig bezeert, waardoor zij niet meer lang kan staan of lopen. Wellicht mede ingegeven door schuldgevoel doet hij haar een aanzoek, dat zij accepteert, niet zozeer uit liefde als wel uit respect en bewondering. Tegelijkertijd beseft de geestelijke dat hij met deze mesalliance een soort van 'sociale zelfmoord' heeft gepleegd. Hij organiseert een ruil met een collega en het echtpaar vestigt zich in een wijk in het zuiden van Londen, waar niemand hen kent. Hij doet kennelijk zijn best zijn vrouw te voorzien van de nodige culturele achtergrond, ook en vooral ten gerieve van zijn zoon, die de beste opleiding mag genieten aan een gerenommeerde public school.
De veel oudere Twycott overlijdt uiteindelijk na een ziekte en laat zijn vrouw een huis achter en een minimaal inkomen. Hij investeerde voornamelijk in zijn zoon, die een beste opleiding in Oxford verdient en een optimale introductie in de geestelijkheid. De rest van zijn vermogen wordt toevertrouwd aan zaakgelastigden, aangezien hij zijn vrouw niet capabel acht tot een goed beheer.
Sophy wordt veroordeeld tot een saai bestaan in een nietszeggende straat in Londen, waar de verveling toeslaat. Tot zij op een vroege ochtend waarop zij niet kan slapen een wagen ziet passeren die groenten vervoert naar de markt van Covent Garden. Op de bok herkent zij haar voormalige geliefde Sam en zij spreekt hem aan. Allengs ontstaat er een nieuwe verstandhouding tussen de twee. Haar verlangen naar het ongecompliceerde dorpsleven herleeft, evenals haar affectie voor Sam. Als zij op den duur haar zoon over de kwestie consulteert gaat deze in zijn verontwaardiging over een in zijn ogen verregaande vernedering tot het uiterste en dwingt hij haar te zweren nooit meer te trouwen. Zij kan niet anders dan toegeven, in de verwachting van een beter overwogen beslissing, die echter niet komt.
Vier jaar later overlijdt de moeder. Sam is inmiddels een succesvol zakenman geworden. Hij ziet de begrafenisprocessie van zijn oude geliefde aan zich voorbij trekken, terwijl de zoon hem een vernietigende blik toezendt.